# 九宮
九宮，玄學術語，亦見用於數學、地理(九州觀念)、軍事(佈陣行營)、書法及武术方面。

## 數學中的九宮
東漢徐岳撰《數術記遺》即提及「九宮算」，北周甄鸞為該書作注稱“九宫者，即二四为肩，六八为足，左三右七，戴九履一，五居中央”，如圖：
四 九 二
三 五 七
八 一 六
其九宮算圖實同洛书，橫豎斜之和都是十五:318。

## 術數中的九宮
術數占卜者以“九宮”作為八卦之宮加上中央共九個方位的合稱，並將這一概念運用於太乙神數、六壬、奇門遁甲及星命術、堪輿等方面:4，如圖：
| 4(東南) 巽 ☴ 木 | 9(南) 離 ☲ 火  | 2(西南) 坤 ☷ 土 |
| 3(東) 震 ☳ 木   | 5(中) 中 宮 土 | 7(西) 兌 ☱ 金   |
| 8(東北) 艮 ☶ 土 | 1(北) 坎 ☵ 水  | 6(西北) 乾 ☰ 金 |

星命術占卜者則又將九星置於九宮，配上年月日時，再據五行生克規律以占卜吉凶:316。

## 內丹術中的九宮
「九宮」可指天子一年四季流轉居住的九間居室，修內丹術者認為，作為身體之主的元神既然居於腦內，因而也應仿效天子居室而將人腦分為九宮，故以「九宮」指人頭腦中的九個部位。此外，也有以「九宮」指人體內九個重要器官的說法。:483